# Kafigué-Deni
Kafigué-Deni encore appelé Kafiguédeni (ou Kafigué) est un village sénoufo malien situé à l'extrême sud du Mali à 5 km de la frontière ivoirienne. Il appartient à la commune de Misséni dans le cercle de Kadiolo (région de Sikasso) au Mali.
Le village compte environ 1400 habitants selon le dernier recensement RACE.